# Sociologia rural

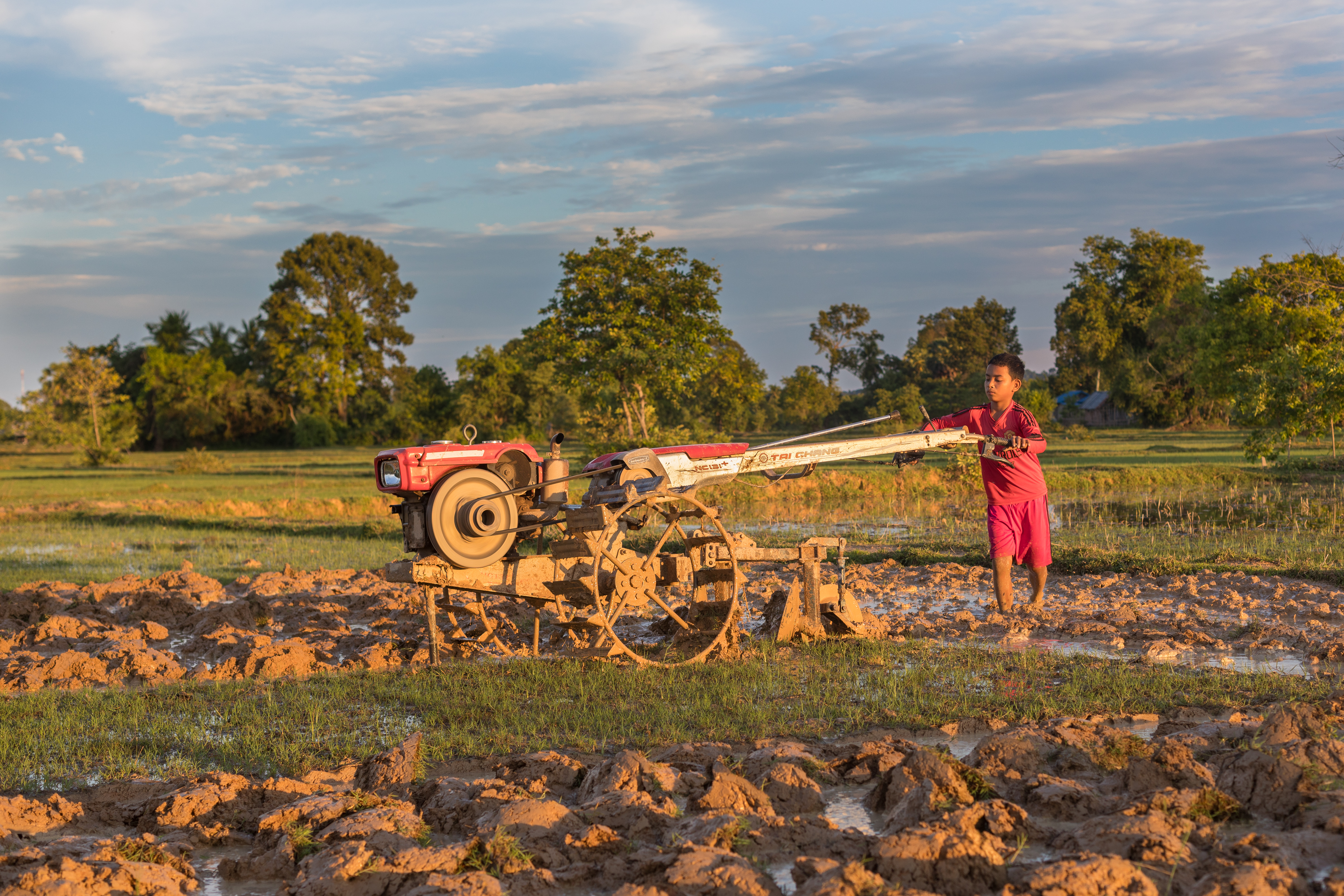
Criança trabalhando arando a terra.

Sociologia rural é um ramo da sociologia associado ao estudo da vida social em áreas não metropolitanas. Mais especificamente, a sociologia rural é uma ciência ou um campo científico ligado à sociologia geral, considerada por sociólogos como o Sorokin; uma especialização criada pelo simples fato de viver o homem numa área de características ecológicas ou geográficas distintas da cidade. Como disciplina sociológica, a sociologia rural envolve a análise de dados estatísticos, entrevistas, teoria social, observação, e outras técnicas.
Ao contrário da sociologia rural, a sociologia urbana é o estudo da vida social urbana. O agronegócio é um dos temas de estudo mais actuais da sociologia rural, e muito de seu campo é dedicado à economia da agricultura local e ao impacto das grandes empresas de produção de alimentos nas comunidades rurais. Outras áreas de estudo incluem a migração rural e outros padrões demográficos, a sociologia ambiental, os cuidados com a saúde rural e a educação, etc.. E seu estudo é importante porque a maioria dos países em desenvolvimento é composto de áreas metropolitanas.
Outras áreas de estudo incluem a migração rural e outros padrões demográficos, sociologia ambiental, desenvolvimento dirigido por amenidade, políticas de terras públicas, a destruição social, a sociologia dos recursos naturais (incluindo florestas, mineração, pesca e outras áreas), culturas e identidades rurais, cuidados de saúde rurais e políticas educacionais. Muitos sociólogos rurais trabalham nas áreas de estudos de desenvolvimento, estudos comunitários, desenvolvimento comunitário e estudos ambientais. Grande parte da pesquisa envolve o Terceiro Mundo.